# Šefkija Gluhić
Šefkija Gluhić (1878 Osmanská říše/Bosna a Hercegovina – 1927 Tuzla, Království Srbů, Chorvatů a Slovinců) byl bosenskohercegovský politik bosňáckého původu. Rodné jméno bývá někdy uváděno ve tvaru Šefki nebo Šefket.

## Životopis
Pocházel z významné mostarské rodiny Gluhićů (příjmení uváděno i ve tvarech Sagir-zade nebo Esam-zade), jejíž původ sahá do 17. století. Omer Gluhić (?–1884), imám a v letech 1881–1884 mostarský kádí, přivedl na svět tři syny, Muhammeda (1874?–1899), Šefkiju a Ahmeta. Muhammed následoval otce v duchovním kariéře, Ahmet byl jedním z prvních moderních muslimských učitelů v Bosně a Hercegovině.
V Sarajevu navštěvoval vyšší gymnázium (maturoval 1899), ve Vídni absolvoval právnickou fakultu (promoval 1905). V rakouské metropoli byl aktivní v muslimském akademickém spolku Zvijezda (Hvězda), který zastával projihoslovanské pozice a kritizoval rakousko-uherskou okupaci Bosny a Hercegoviny. Roku 1905 se Gluhić stal jeho předsedou.
Po návratu do vlastu působil jako auskultant, justiční čekatel, při státním zastupitelství v Dolní Tuzle, poté se roku 1907 ve stejném městě stal koncipientem u advokáta Milana J. Maksimoviće. Roku 1909, kdy byla vyhlášena samosprávy Islámské společenství v Bosně a Hercegovině, získal mandát delegáta za Tuzlanský okruh do Vakufsko-meárifského sněmu. V této době byl rovněž jmenován vakufským advokátem, který měl hájit zájmy islámských nadací v právních sporech. Jelikož ale v této době ještě nesložil advokátní zkoušku, formálně svou funkci zastával jako koncipient advokáta Halid-bega Hrasnici.
V prvním volbách do bosenského zemského sněmu, saboru, roku 1910 kandidoval za Muslimskou národní organizaci. Mandát získal za mostarský obvod (druhá, městská kurie), nicméně současně kandidoval i za bihaćský odvod (ve druhé i třetí, venkovské kurii). Zde nebyl oficiálním představitelem strany, ale přesto vyhrál. Mandátu za Mostar se vzdal, v září zde byl zvolen poslancem Ćamil Karamehmedović. Sám převzal mandát za Bihać (druhá kurie). Tehdy rovněž krátce vedl stranický tiskový orgán Musavat (Rovnost), ale jeho redakci opustil po svatbě s dcerou Sulagy Telalbašiće a přestěhování do Tuzly.
V letech 1910–1911 se aktivně účastnil vzdělávací ankety, kterou provádělo Islámské společenství v Bosně a Hercegovině. Šefkić tehdy předložil velmi radikální návrh, aby učebnice v islámských školách byly psány pouze v bosenském jazyce v latince, jelikož děti se nemohou v raním věku vzdělávat v jiném než mateřském jazyce. Obdobný názor zastávali i pedagogové Mustaj-beg Halilbašić a Hasan Hodžić a lékař Hamdija Karamehmedović. Pro odpor konzervativních kněží ale tyto návrhy nezískaly podporu.
Koncem roku 1918 podpořil vznik nového jihoslovanského státu. Sám se považoval za Srba islámské víry. Tehdy měl blízko k Demokratické straně Ljubomira Davidoviće, později k Národní radikální straně Nikoly Pašiće. Od března 1919 do listopadu 1920 zasedal v Prozatímním národním zastupitelstvu (Privremeno narodno predstavništvo). Po rezignaci Mehmeda Spaha v únoru 1919 byl jediným muslimským ministrem ve vládě Stojana Protiće, v níž vedl rezort ministr zemědělství (od 2. 4. do 16. 8. 1919). Po odstoupení Osmana Viloviće roku 1922 se stal starostou Tuzly a na tomto postu zůstal dva roky.
Gluhić zemřel roku 1927 v Tuzle. Jeho tělesné ostatky byly uloženy na hřbitově u tuzlanské Turali-begovy mešity.